# Theridion sardis
Theridion sardis är en spindelart som beskrevs av Chamberlin och Ivie 1944. Theridion sardis ingår i släktet Theridion och familjen klotspindlar. Inga underarter finns listade i Catalogue of Life.